# Ärztliche Praxis (Zeitschrift)
Ärztliche Praxis – die Zeitung für den Hausarzt war eine medizinische Fachzeitschrift. Ihr erster Herausgeber war Edmund Banaschewski; die Zeitschrift hieß anfangs Ärztliche Praxis: Die Zeitung des Arztes in Klinik und Praxis.
Die Printausgabe der Ärztlichen Praxis, der ersten deutschen Hausarztzeitung, erschien von Januar 1949 bis Oktober 2009 (61. Jahrgang) anfangs im Werk-Verlag, später bei Reed Business Information, München. Die im knappen Zeitungsstil aktuell aufbereiteten Fachinformationen stellten ein Novum unter den medizinischen Publikationen jener Zeit dar. Nach der Jubiläumsausgabe zum 60-jährigen Bestehen wurde Ärztliche Praxis 2009 eingestellt.

## Historie
Die Erstausgabe der Ärztlichen Praxis datierte vom 21. Juni 1949. Die Zeitung erschien anfangs wöchentlich jeweils samstags, ab 1966 zweimal wöchentlich dienstags und freitags, ab 2004 wieder einmal wöchentlich samstags. Verlagssitz war zunächst Bad Wörishofen, später Gräfelfing und München. Neben rein medizinischen Themen nahmen von Anfang an auch Fragen der Praxisführung und Niederlassung einen breiten Raum ein. Die Zeitschrift wurde von Ärzten für Ärzte gemacht. Jahrzehntelang galt der Werk-Verlag als Kaderschmiede für Medizinjournalisten und Chefredakteure medizinischer Fachzeitschriften. Banaschweski erweiterte das Portfolio des Werk-Verlags schon bald um die Fortbildungsorgane Euromed und Promedico. Daneben erschienen Fachbücher und Periodika wie das Colloquium rheumatologica.
Die Tägliche Ärztliche Praxis, eine tagesaktuelle Kongresszeitung, erschien von 1953 bis 1984. Ein Redaktionsteam wurde vor Ort untergebracht. Die Berichterstatter diktierten ihre Texte den Schreibkräften. Das handschriftlich korrigierte Manuskript wurde per Boten in eine nahe gelegene Druckerei gebracht und dort vom Setzer erneut an der Bleisatzmaschine abgetippt. Der Bericht vom Beginn der Nachmittagssitzung erschien noch am selben Tag. Kurz vor Ende des Kongresstages wurde die Zeitung an die Kongressteilnehmer verteilt. Die Tägliche Ärztliche Praxis verlor mit Einführung der modernen Technologien ihre Bedeutung und wurde 1984 eingestellt.
Nach dem Tod des Gründers und Herausgebers im Jahr 1992 fehlte dessen unternehmerischer Geist. Die Zeitschrift samt Werk-Verlag wurde an multinationale Konzerne verkauft und verlor trotz Zukäufen und Online-Auftritt ihre Stellung unter den medizinischen Fachpublikationen. Ihr Erscheinen wurde 2009 eingestellt. Auch die frühzeitig initiierte Online-Ausgabe samt Forum und Archiv wurde komplett aus dem Netz genommen. Lediglich die zuletzt zweimonatlich erscheinenden Facharzt-Ableger der Ärztlichen Praxis (ÄP Pädiatrie, ÄP Gynäkologie, ÄP Neurologie Psychiatrie, ÄP Dermatologie) überdauerten noch einige Jahre, derzeit erscheint lediglich noch das Facharzt-Magazin Ärztliche Praxis Neurologie Psychiatrie unter dem Dach des Kölner Biermann-Verlags.